# Verrillactis
Verrillactis is een geslacht van zeeanemonen uit de klasse van de Anthozoa (bloemdieren).

## Soorten
- Verrillactis paguri (Stimpson in Verrill, 1869)
- Verrillactis sol (Verrill, 1864)